# Championnat du Luxembourg de football 1931-1932
Navigation
Saison précédente Saison suivante
La saison 1931-1932 du Championnat du Luxembourg de football était la 22e édition du championnat de première division au Luxembourg. Huit clubs sont regroupés au sein d'une poule unique où ils se rencontrent deux fois, à domicile et à l'extérieur. En fin de saison, les deux derniers du classement sont relégués et remplacés par les deux meilleurs clubs de Promotion d'Honneur, la deuxième division luxembourgeoise.
C'est le club des Red Boys Differdange, tenant du titre, qui remporte à nouveau le championnat en battant lors de la finale pour le titre le Progrès Niedercorn, les deux clubs ayant terminé ex æquo en tête du classement. Le CA Spora Luxembourg prend la troisième place, à sept points du duo de tête. C'est le 3e titre de champion du Luxembourg du club, qui manque le doublé en s'inclinant en finale de la Coupe du Luxembourg face au Spora.

## Les huit clubs participants
| - CA Spora Luxembourg - Aris Bonnevoie - Promu de Division d'Honneur - Red Boys Differdange - The National Schifflange - Fola Esch - Progrès Niedercorn - Union Luxembourg - US Dudelange - Promu de Division d'Honneur |

## Compétition

### Classement
Le barème utilisé pour établir le classement est le suivant :
- Victoire : 2 points
- Match nul : 1 point
- Défaite, forfait ou abandon : 0 point

| Rang | Équipe                   | Pts | J  | G  | N | P | Bp | Bc | Diff |  | Résultats (▼ dom., ► ext.) | Dif | Spo | Nie | Fol | Uni | Sch | Dud | Pfa |
| ---- | ------------------------ | --- | -- | -- | - | - | -- | -- | ---- |  | -------------------------- | --- | --- | --- | --- | --- | --- | --- | --- |
| 1    | Red Boys Differdange (T) | 21  | 14 | 9  | 3 | 2 | 39 | 19 | +20  |  | Red Boys Differdange (T)   |     | 6-1 | 2-1 | 5-0 | 4-2 | 2-0 | 1-0 | 7-1 |
| 2    | Progrès Niedercorn       | 21  | 14 | 10 | 1 | 3 | 34 | 22 | +12  |  | Progrès Niedercorn         | 4-1 |     | 4-2 | 1-3 | 1-3 | 3-0 | 3-0 | 1-0 |
| 3    | CA Spora Luxembourg (C)  | 14  | 14 | 5  | 4 | 5 | 42 | 33 | +9   |  | CA Spora Luxembourg (C)    | 3-3 | 2-4 |     | 3-1 | 3-1 | 4-4 | 2-2 | 7-0 |
| 4    | Union Luxembourg         | 14  | 14 | 6  | 2 | 6 | 31 | 34 | -3   |  | Union Luxembourg           | 2-1 | 1-2 | 2-5 |     | 2-3 | 2-1 | 1-1 | 4-3 |
| 5    | National Schifflange     | 13  | 14 | 5  | 3 | 6 | 30 | 32 | -2   |  | National Schifflange       | 1-2 | 1-2 | 5-2 | 2-2 |     | 2-1 | 1-3 | 1-1 |
| 6    | CS Fola Esch             | 11  | 14 | 4  | 3 | 7 | 25 | 28 | -3   |  | CS Fola Esch               | 1-1 | 0-3 | 2-1 | 3-4 | 1-1 |     | 5-1 | 1-2 |
| 7    | US Dudelange (P)         | 11  | 14 | 4  | 3 | 7 | 28 | 33 | -5   |  | US Dudelange (P)           | 2-3 | 1-3 | 2-2 | 0-4 | 6-2 | 2-4 |     | 3-0 |
| 8    | Aris Bonnevoie (P)       | 7   | 14 | 2  | 3 | 9 | 19 | 47 | -28  |  | Aris Bonnevoie (P)         | 1-1 | 2-2 | 1-5 | 4-3 | 2-5 | 0-2 | 2-5 |     |

#### Match pour le titre
| Équipe 1             | Résultat | Équipe 2           |
| -------------------- | -------- | ------------------ |
| Red Boys Differdange | 4 - 1    | Progrès Niedercorn |

#### Match pour la relégation
| Équipe 1     | Résultat | Équipe 2     |
| ------------ | -------- | ------------ |
| CS Fola Esch | 5 - 1    | US Dudelange |

## Bilan de la saison
| Championnat du Luxembourg de football 1931-1932 |                                 |
| Champion                                        | Red Boys Differdange (3e titre) |
| Coupes et trophées                              |                                 |
| Vainqueur de la Coupe du Luxembourg 1931-1932   | CA Spora Luxembourg             |
| Promotions et relégations                       |                                 |
| Promus en Première Division                     | Red Black Pfaffenthal           |
| Relégués en Division d'Honneur                  | Aris Bonnevoie                  |